# 奪い愛、真夏
『奪い愛、真夏』（うばいあい まなつ）は、2025年7月18日からテレビ朝日系「金曜ナイトドラマ」枠で放送中のテレビドラマ。主演は松本まりか。
鈴木おさむは2024年3月末に放送作家業と脚本業から引退しているが、本作品は引退発表以前から制作陣と続編を制作する約束をしていたこともあり、特別に執筆することを決意したという。

## キャスト

### 主要人物
海野真夏（うみの まなつ）
演 - 松本まりか（幼少期 : 佐藤笑璃）
時計メーカー「TOWANI」のPR部 社員。写真週刊誌「ジャスティスSCOOP」編集部で記者をしていたが、人の不倫を暴く仕事に疲れ、恋人・大浦隼人とも別れTOWANIに転職する。
空知時夢（そらち たいむ）
演 - 安田顕
時計メーカー「TOWANI」の御曹司社長。
空知未来（そらち みらい）〈37〉
演 - 高橋メアリージュン
時夢の妻。画家。不妊治療をしている。

### TOWANI
山上花火（やまうえ はなび）
演 - 森香澄
未来の妹で真夏の同僚。
大友祭（おおとも まつり）
演 - 石山順征
入社2年目のPR部 社員。
鈴木純、戸崎晶
演 - 水元誠、菅家ゆかり
社員。
社員
演 - 田中翔大、杉浦しづき、山崎慶亮

菅勇気（すが ゆうき）
演 - 石井正則
PR部 部長。

### 周辺人物
日熊元也（ひのくま げんや）
演 - 白濱亜嵐
真夏の元部下。写真週刊誌「ジャスティスSCOOP」編集部 デスク。
氷室輝（ひむろ てる）
演 - 谷原七音
美大生。未来のアシスタント。
大浦隼人
演 - 安田顕（二役）
カメラマン。真夏の元恋人。
海野三子
演 - 水野美紀
真夏の母。真夏が高校生の時に好きな男性と生きるため家を出て行ったが、その10年後、海外で事故死している。

### ゲスト

#### 第1話
江原の妻
演 - 和泉ちぬ（第2話）

先生
演 - 及川莉乃
未来の不妊治療の担当医。なかなか妊娠しない未来に「少し休んでは?」とアドバイスする。
救急医
演 - 児島功一
真夏と江原が搬送された病院の医師。

咲川冬子
演 - かたせ梨乃
国会議員。同じ政党の吉田議員との不倫を真夏にスクープされ、議員辞職し家族も失う。
江原
演 - 菅原大吉（第2話）
江原金属工房を営む研磨職人。研磨技術が優れており、TOWANIと取引している。
部長
演 - 木下政治
ぼんくまというキャラクターが人気のファンアトラス社の部長。TOWANIとのコラボの話が出ている。

#### 第2話
守衛
演 - 竹岡善彦
「TOWANI」の警備員。
スタッフ
演 - 布施勇弥、尚音
広告の撮影スタッフ。

#### 第3話
呼び込み
演 - 竹財輝之助
居酒屋「かたすみ」の呼び込み。以前は咲川冬子議員の秘書だったが、真夏がすっぱ抜いた咲川の不倫報道で仕事を失い、知り合いの店で呼び込みの仕事をさせてもらっている。
守衛
演 - 水野智則
「TOWANI」の警備員。花火たちに昨夜の防犯カメラ映像を見せてほしいと頼まれる。

## スタッフ
- 脚本 - 鈴木おさむ[1]
- 音楽 - 沢田完[1]
- 主題歌 - 安田レイ「BROKEN GLASS」（ソニー・ミュージックレーベルズ）[15]
- ゼネラルプロデューサー - 内山聖子（テレビ朝日）[1]、横地郁英（テレビ朝日）
- プロデューサー - 川島誠史（テレビ朝日）、神通勉（MMJ）、小路美智子（MMJ）[1]
- 演出 - 樹下直美、上田迅、日暮謙[1]
- 制作 - テレビ朝日、MMJ[1]

## 放送日程
| 話数                                                         | 放送日  | サブタイトル           | 演出     | 視聴率 |
| ------------------------------------------------------------ | ------- | ---------------------- | -------- | ------ |
| 第1話                                                        | 7月18日 | 夏夜の海で禁断の愛     | 樹下直美 |        |
| 第2話                                                        | 7月25日 | 秘密のタイムリープ不倫 | 樹下直美 |        |
| 第3話                                                        | 8月08日 | 裏切りのプール         | 上田迅   |        |
| 第4話                                                        | 8月15日 | 不倫退職…さよなら社長  | 日暮謙   |        |
| （視聴率はビデオリサーチ調べ、関東地区・世帯・リアルタイム） |         |                        |          |        |

- 8月1日は『世界水泳シンガポール2025 競泳決勝 第6日』（23時15分 - 翌1時15分）放送のため、放送休止。
- 第3話・第4話は『熱闘甲子園』（23時10分 - 23時40分）放送の影響で30分遅れて23時45分 - 翌0時45分の放送。